# Delfinowiec krzyżowy
Delfinowiec krzyżowy, delfin krzyżowaty (Sagmatias cruciger) – gatunek ssaka morskiego z rodziny  delfinowatych (Delphinidae).

## Taksonomia
Gatunek po raz pierwszy zgodnie z zasadami nazewnictwa binominalnego opisali w 1824 roku francuscy zoolodzy Jean René Constant Quoy i Joseph Paul Gaimard nadając mu nazwę Delphinus cruciger. Miejsce typowe to obszar między Australią a przylądkiem Horn, 49° szerokości geograficznej południowej, w południowym Oceanie Spokojnym. Holotyp nie istnieje, opis został oparty na zwierzętach obserwowanych na morzu. 
Analizy przeprowadzone w 2019 roku w oparciu o dane molekularne ujawniły, że tradycyjnie uznawany Lagenorhynchus nie jest monofiletyczny i należy podzielić go na trzy odrębne rodzaje: Lagenorhynchus, Leucopleurus i Sagmatias. Autorzy Illustrated Checklist of the Mammals of the World uznają ten gatunek za monotypowy. 

### Etymologia
- Sagmatias: gr. σαγμα sagma, σαγματος sagmatos „siodło”; nowołac. przyrostek -ias „wskazanie na posiadanie lub cechę szczególną”[29].
- cruciger: średniowiecznołac. cruciger „noszący krzyż, dźwigający krzyż”, od łac. crux, crucis „krzyż”; -gera „noszący, dźwigający”, od gerere „nosić, dźwigać”[30][31].

## Zasięg występowania
Delfinowiec krzyżowy występuje w okołobiegunowych wodach subantarktycznych i antarktycznych, głównie na 45–65° szerokości geograficznej południowej, ale czasami na północ do 33° szerokości geograficznej południowej od Chile.

## Morfologia
Długość ciała samic 140–180 cm, samców 160–190 cm; masa ciała samic do 88 kg, samców do 94 kg. Noworodki osiągają długość ciała około 100 cm. Delfin ten jest czarno-biały. W górnej szczęce znajduje się 26–34 par smukłych, stożkowatych zębów, natomiast w dolnej 27–35 par.

## Ekologia
Żyje w grupach liczących zazwyczaj od 5 do 10 okazów. Żywi się prawdopodobnie rybami i kalmarami. Jest słabo poznany przez człowieka.

## Status zagrożenia
W Czerwonej księdze gatunków zagrożonych Międzynarodowej Unii Ochrony Przyrody i Jej Zasobów został zaliczony do kategorii LC (ang. least concern „najmniejszej troski”).